# Clementi Mall
Clementi Mall (tiếng Trung: 金文泰广场; phiên âm Hán Việt: Kim Văn Thái quảng trường) là một trung tâm thương mại tọa lạc tại Trung tâm Thị trấn Clementi ở Clementi, Singapore. Đây là trung tâm thương mại cao năm tầng với 290.000 bộ vuông không gian bán lẻ. Clementi Mall mở cửa kinh doanh vào tháng 1 năm 2011 và chính thức khai trương vào tháng 5 năm đó. Trung tâm thương mại này thuộc sở hữu của CM Domain. Phía trên trung tâm thương mại là Clementi Towers, dự án đầu tiên của HDB nằm trong trung tâm thương mại và trạm trung chuyển xe buýt.
Trung tâm thương mại có 135 cửa hàng bán lẻ bao gồm 16 nhà hàng và quán cà phê. Những người thuê chính bao gồm Best Denki, BHG Department Store (đóng cửa vào ngày 6 tháng 3 năm 2022) và NTUC FairPrice Finest. Thư viện Công cộng Clementi nằm trong trung tâm thương mại cũng như văn phòng của Hội đồng Thị trấn Bờ Tây. Văn phòng chi nhánh của Bưu điện Singapore, trước đây đặt tại Khu nhà 443, cũng nằm ở Tầng 5.

## Kết nối giao thông
Trạm trung chuyển xe buýt Clementi có lối đi thẳng đến trung tâm thương mại và ga MRT Clementi hiện có được liên kết trực tiếp với trung tâm thương mại ở Tầng 3.